# 港区立赤坂中学校
港区立赤坂中学校（みなとくりつあかさかちゅうがっこう）は、東京都港区赤坂9丁目にある公立中学校。

## 概要
港区立赤坂中学校の設立は、学制改革がなされた1947年（昭和22年）になる。立地は港区の北部に位置し、交通の便が良く、西側の乃木坂駅、東側の赤坂駅、南側の六本木駅に挟まれた場所にある。周囲には教育施設が多く、北側には山脇学園中・高、東側には都立日比谷高校、すぐ傍には中之町幼稚園と赤坂小学校が、南西側には政策研究大学院大学がある。

## 沿革
- 1947年（昭和22年）4月19日 - 港区立檜町小学校敷地内の都立赤坂女子商業学校内に、港区立赤坂中学校として開設。
- 1949年（昭和24年）7月11日 - 港区立氷川小学校に移転。
- 1954年（昭和29年）4月15日 - 現在地に新校舎を建設し移転。
- 1959年（昭和34年）8月16日 - 鉄筋コンクリート造3階建の校舎落成。
- 1970年（昭和45年）4月1日 - 文科省道徳教育推進校指定。
- 1973年（昭和48年）4月27日 - 新体育館が落成。
- 1984年（昭和59年）4月 - 東京都帰国子女教育推進校指定。
- 1988年（昭和63年）5月 - 文科省新国際学校の研究委託。
- 2009年（平成11年）2月4日 - 港区研究奨励校研究発表。
- 2002年（平成14年）11月15日 - 港区研究奨励校研究発表。
- 2008年（平成20年）1月29日 - 港区研究パイロット校研究発表。
- 2010年（平成22年）4月1日 - 情緒障害特別支援学級を開設。
- 2012年（平成24年）11月16日 - 港区教育委員会研究奨励校研究発表[1]。
- 2019年（平成31年）4月1日 - 校舎建て直しに伴い、南青山キャンパス（港区南青山）に移転（令和4年8月まで)。

## 教育方針
教育目標
友情と活力にみちた赤坂中学校の伝統のもと、知・徳・体の調和のとれた生徒を育成する。
「まなびを大切にする」「こころを大切にする」「いのちを大切にする」「ときを大切にする」
生徒数と教員数
| 年度     | 生徒数 | 1年  | 2年  | 3年  | 教員 | 職員 |
| -------- | ------ | ---- | ---- | ---- | ---- | ---- |
| 平成23年 | 115人  | 47人 | 41人 | 27人 | 14人 | 4人  |
| 平成24年 | 125人  | 34人 | 46人 | 45人 | 14人 | 4人  |
| 平成25年 | 128人  | 47人 | 36人 | 45人 | 15人 | 5人  |
| 平成26年 | 114人  | 28人 | 47人 | 39人 | 15人 | 4人  |
| 平成27年 | 90人   | 17人 | 28人 | 45人 | 15人 | 4人  |
| 平成28年 | 72人   | 23人 | 19人 | 30人 | 14人 | 4人  |
| 平成29年 | 92人   | 45人 | 22人 | 25人 | 16人 | 4人  |
| 平成30年 | 99人   | 37人 | 43人 | 19人 | 16人 | 6人  |
| 令和元年 | 99人   | 21人 | 37人 | 41人 | 15人 | 5人  |
| 令和2年  | 86人   | 26人 | 20人 | 40人 | 15人 | 5人  |
| 令和3年  | 81人   | 38人 | 24人 | 19人 | 14人 | 5人  |
| 令和4年  | 111人  | 49人 | 38人 | 24人 | 15人 | 3人  |
| 令和5年  | 139人  | 48人 | 48人 | 43人 | 15人 | 2人  |

## 通学区域
住所別通学区域
| 六本木二丁目 | 元赤坂一丁目 - 二丁目 | 赤坂一丁目 - 九丁目 | 南青山一丁目 |
| ------------ | --------------------- | ------------------- | ------------ |
| 全域         | 全域                  | 全域                | 13 - 26番    |

## 交通
鉄道
- 東京メトロ千代田線 - 乃木坂駅及び赤坂駅より徒歩5分。
- 東京メトロ日比谷線、都営大江戸線 - 六本木駅より徒歩8〜10分。

## 関係者
出身者
- 穂積由香里
- 比企理恵 - 1981年卒、女優

教職員
- 真鍋博 - イラストレーター